# مارک رزاتکوفسکی
مارک رزاتکوفسکی (انگلیسی: Marc Rzatkowski؛ زادهٔ ۲ مارس ۱۹۹۰) بازیکن فوتبال اهل آلمان است.
از باشگاه‌هایی که در آن بازی کرده‌است می‌توان به باشگاه فوتبال سن پائولی، باشگاه فوتبال بوخوم، باشگاه فوتبال آرمینیا بیله‌فلد، و باشگاه فوتبال ردبول زالتسبورگ اشاره کرد.